# Минчо Панайотов
Минчо Панайотов е български художник.

## Биография и творчество
Роден е на 13 ноември 1944 г. в село Панаретовци Сливенска област. Завършва Факултета по изобразително изкуство на Великотърновския университет „Св. св. Кирил и Методий" при проф. Васил Стоилов. Работи в жанровете живопис, графика, илюстрация. През 1971 – 1972 г. е уредник в Художествена галерия-Сливен. В периода 1974 – 1987 г. работи като завеждащ отдел „декоративна живопис, графика и скулптура“ в Държавна Художествена Галерия – Пловдив (дн. Градска Художествена Галерия). Бил е хоноруван преподавател в Пловдивски университет „Паисий Хилендарски“, в частен колеж „Делта“ и др. Член е на Съюза на българските художници и на Дружеството на пловдивските художници. Основател е на Творческо обединение „26 – 5“. Живее и работи в Пловдив. Награждаван е от Съюза на българските художници.
Има над 45 самостоятелни изложби в България и в чужбина, като последната му проява зад граница е в Париж през 2013 г. Участва активно в международни, национални и регионални изложби. Негови творби са притежание на Национална художествена галерия-София, Градска художествена галерия-Пловдив, Музея за изобразително изкуство „М.А.Врубел“ – Омск, Русия и др., както и на много галерии и частни колекции в страната и: Австрия, Франция, Англия, Германия, Русия, Италия, Швеция, Швейцария, Белгия, Унгария, Дания, САЩ, Холандия, Гърция, Япония, Норвегия и др.
Умира на 16 август 2025 г.